# Kilema Kusini
Kilema Kusini ist ein Verwaltungsbezirk (Ward) des Distrikts Moshi in der tansanischen Region Kilimandscharo.

## Geografie
Kilema Kusini liegt im Nordosten von Tansania etwa 20 Kilometer östlich der Regionshauptstadt Moshi am Südabhang des Kilimandscharo.
Der Bezirk grenzt im Norden an Kilema Kati, im Osten an Marangu Mashariki, im Südosten an Makuyuni, im Süden an Njia Panda und im Westen an Kirua Vunjo Mashariki. Bei der Volkszählung 2022 lebten 7815 Menschen in 2132 Haushalten auf einer Fläche von 19,7 Quadratkilometern.

## Gliederung
Der Bezirk besteht aus vier Gemeinden (Mtaa) mit 16 Orten (Kitongoji):
| Marawe Kyura - UWT - Ofisini - Kyanga - Makere - Kichinda | Masaera - Masaera Kusini - Masaera Kati - Masaera Kaskazini | Leghomulo - Mulo - Fumvuni - Kolyakite - Ngoror | Kilema Chini - Usagara - Mengeni - Mrereni - Mandaka Kusini |

## Wirtschaft und Infrastruktur
- Bildung: Im Bezirk liegen sieben weiterführende Schulen.[8] Die Mrereni Secondary School[9] und die Muungano Secondary School[10] sind staatliche Schulen, die Mädchen und Burschen bis zur 4. Stufe ausbilden. Die drei Schulen Olaleni Secondary School,[11] St. Amedeus Secondary School[12] und St. James Seminary[13] werden von der katholischen Kirche geleitet, wobei die St. Amedeus nur Mädchen und die St. James nur Burschen aufnimmt. Ebenfalls Privatschulen sind die Elimo Secondary School[14] und die Royal Secondary School,[15] die beide Mädchen und Burschen bis zur 4. Stufe ausbilden.
- Gesundheit: Im Bezirk gibt es zwei staatliche Apotheken.[16][17]